# Marele rombicuboctaedru neconvex
În geometrie marele rombicuboctaedru neconvex sau cvasirombicuboctaedrul este un poliedru uniform neconvex, cu indicele U17. Are 26 de fețe (8 triunghiuri și 18 pătrate), 48 de laturi și 24 de vârfuri. Fețele triunghiulare sunt paralele cu cele ale unui octaedru. Având 26 de fețe este un icosihexaedru.
Este reprezentat prin diagrama Coxeter–Dynkin . Figura vârfului este un patrulater autointersectat. Un poliedru neconvex are fețe care se intersectează care nu reprezintă laturi sau fețe noi. Doar cele marcate cu sfere aurii sunt vârfuri, iar cele cu linii argintii sunt laturi.
Are simbolul Schläfli rr{4,3⁄2} și simbolul Wythoff 3/2 4 | 2.
Poliedrul seamănă cu marele rombicuboctaedru, diferența fiind excavațiile care elimină fețele octagramice.

## Mărimi asociate

### Coordonate carteziene
Având același aranjament al vârfurilor cu cubul trunchiat, coordonatele carteziene ale vârfurilor, centrat în origine, cu lungimea laturii de 2, sunt toate permutările ale
{\displaystyle \left(\,\pm 1,\,\pm 1,\,\pm ({\sqrt {2}}-1)\,\right).}

### Volum
Următoarea formulă pentru volum V este stabilită pentru lungimea laturilor tuturor poligoanelor (care sunt regulate) a:
{\displaystyle V={\frac {2}{3}}(5{\sqrt {2}}-6)\,a^{3}\approx 0,714045~a^{3}.}

## Poliedre înrudite
Are în comun aranjamentul vârfurilor cu cubul trunchiat. În plus, are în comun aranjamentul laturilor cu marele cubicuboctaedru (având fețele triunghiulare și 6 fețe pătrate în comun) și cu marele rombihexaedru (având 12 fețe pătrate în comun). Are aceeași figură a vârfului ca și Pseudo-marele rombicuboctaedru, care nu este un poliedru uniform.

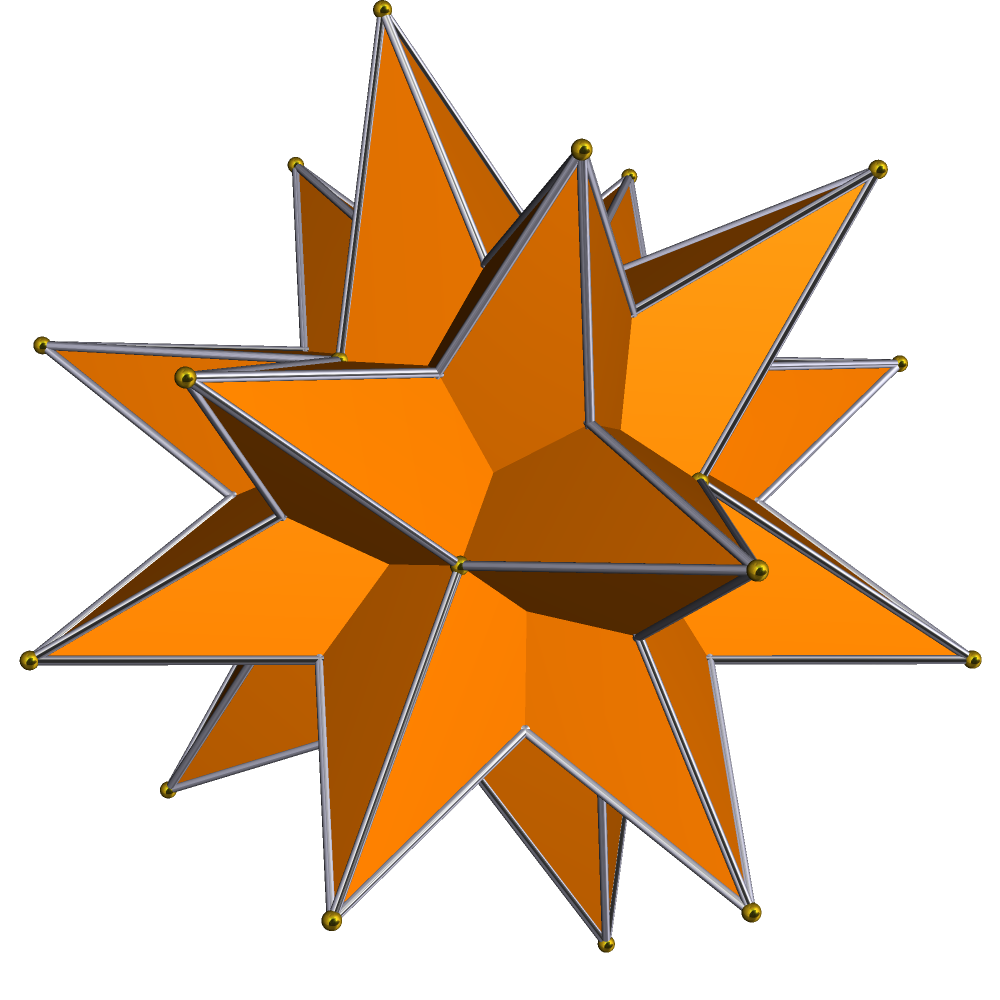
Dual: Marele icositetraedru romboidal

| Cub trunchiat | Marele rombicuboctaedru neconvex | Marele cubicuboctaedru | Marele rombihexaedru | Pseudo-marele rombicuboctaedru |

### Poliedru dual
Dualul său este marele icositetraedru romboidal.